# François III Fouquet
Pour les articles homonymes, voir Fouquet et François Fouquet.
François Fouquet ou Foucquet, troisième du nom, diplomate (12 décembre 1551 - 17 août 1590, Guéret), ancêtre de Nicolas Fouquet, surintendant des finances sous Louis XIV. 
Les Fouquet sont une famille bourgeoise, ayant fait fortune dans le commerce du drap. Contrairement à ce qu'elle prétendait, elle n'était pas noble — sa filiation prétendue avec les Fouquet des Moulins-Neufs était fausse. Son nom de famille signifiait « écureuil » en patois des régions de l'Ouest d'où les armes dessinées par François III : d'argent à l'écureuil rampant de gueules.
Il est le fils de François II Fouquet. Écuyer, seigneur de Vauberger, il reçut une brillante éducation et fut envoyé par son père en Angleterre « pour mieux apprendre à connoistre les hommes et les choses », pendant que son frère Christophe voyageait en Allemagne et en Italie. À son retour en France, il fut avocat en parlement, puis conseiller au parlement de Paris, le 22 mars 1578, en même temps que son frère Jean Foucquet. C'est une vraie mutation pour toute la famille. François peut ainsi suivre des études juridiques qui le mènent à la consécration parlementaire : en 1578, il achète la charge de conseiller au Parlement de Paris. 
Il épouse, vers l'an 1580, demoiselle Marie de Bénigne, fille de noble homme Claude de Bénigne, seigneur de Courbons en Brie, tué à la bataille de Saint-Denis en novembre 1567, et de Claude de Caen. 
En 1589, au temps des troubles, il se retira à Paris et, sur l'ordre du roi Henri III, se trouva à la translation du parlement de Paris en la ville de Tours. L'année suivante, il fut député pour l'exécution du testament de la reine Catherine et chargé de mettre le duc d'Angoulême en possession du duché de Lauraguais et des autres terres à lui léguées par sa mère. C'est alors qu'il mourut en la ville de Guéret, le 17 août 1590 il était doyen du parlement de Paris.
Ils laissaient un fils unique François. 

## Source
- Paul de Farcy, Bulletin de la Commission historique et archéologique de la Mayenne, 1914.